# Salvia sanctae-luciae
Salvia sanctae-luciae là một loài thực vật có hoa trong họ Hoa môi. Loài này được Seem. miêu tả khoa học đầu tiên năm 1856.